# Varoš
Výraz varoš nebo vároš je hungarismus (maďarsky város), který se objevuje v některých slovanských jazycích. Jedná se o podstatné jméno v mužském rodě s významem město či sídlo.
V přeneseném významu označuje určitý typ městského osídlení, zpravidla menších rozměrů, a v tomto smyslu je synonymem pojmu tržní město. Může také označovat - nejčastější v jižních částech Chorvatska - předměstí (či podhradí opevněných měst) nebo samostatnou osadu, která se vyvinula z bývalých předměstí (nebo podhradí).
V současném jazyce jde dnes většinou o archaismus. Jeho živé použití je v jihoslovanských zemích většinou omezeno na nářečí a v místních dialektech je nejčastěji používáno jako označení pro konkrétní osadu nebo část osady namísto jejího názvu, či v ryze expresivním smyslu.
Ve spisovném jazyce, převážně v regionech severního Chorvatska, jde o slovo v ženském rodě, v jižním o mužské. Zdrobněliny varošica, se pak užívá ve smyslu malého tržního města („ani vesnice, ani město“) má v moderním jazyce poněkud častější využití, ale opět často v expresivním smyslu.
Jako vlastní název osady nebo částí osady bylo slovo varoš rozšířeno ve všech chorvatských oblastech, ať už jako samostatná nebo složená.